# Charles Lopez Vidal
Charles Lopez Vidal (en espagnol, Carlos), né en 1894 et mort en 1936 à Gandie, est un laïc espagnol militant de l'Action catholique. Assassiné par des miliciens pendant la guerre civile, il est reconnu comme martyr et vénéré comme bienheureux par l'Église catholique.

## Biographie
Né le 1er novembre 1894 à Gandie, il se marie en octobre 1923 avec Rosa Tarazona Ribanocha. Après avoir été refusé au service militaire, il travaille comme sacristain de l'église collégiale de Gandie. En réaction aux politiques anticléricales de la Seconde République espagnole et aux attaques d'églises et couvents par l'extrême-gauche, il décide de se consacrer au Sacré-Cœur et de s'offrir comme victime pour l'Espagne. Il milite à l'Action catholique. Pendant la guerre civile, il héberge et cache chez lui des religieux et religieuses fuyant les persécutions.
Le 6 août 1936, après la fermeture de l'église collégiale, il retourne chez sa mère où il est lui-même arrêté par des miliciens, emmené dans une carrière et fusillé. Ses dernières paroles sont "Vive le Christ Roi !". Son corps est aspergé d'essence mais ses meurtriers n'arrivent pas à y mettre le feu.

## Béatification
Il est enterré au "Panthéon des martyrs" du cimetière Gandie.
Le 11 mars 2001, il est béatifié par le pape Jean-Paul II en même temps que de nombreux autres martyrs de la guerre d'Espagne.